# جايسون ميلر (لاعب هوكي الجليد)
جايسون ميلر (بالفرنسية: Jason Miller)‏ (و. 1971  م) هو لاعب هوكي الجليد كندي، ولد في مدسين هات، مركز لعبه هو جناح ‏.

## روابط خارجية
- جايسون ميلر على موقع دوري الهوكي الوطني (الإنجليزية)
- جايسون ميلر على موقع EliteProspects.com (الإنجليزية)
- جايسون ميلر على موقع Eurohockey.com (الإنجليزية)
- جايسون ميلر على موقع HockeyDB.com (الإنجليزية)
- جايسون ميلر على موقع Hockey-Reference.com (الإنجليزية)